# Château d'Iznájar
Le château d'Iznájar est un château surplombant la commune éponyme, dans la province de Cordoue, dans le sud de l'Espagne.
Perché sur un rocher, il possède un plan triangulaire tronqué sur son côté nord-est, la plus longue façade orientée au sud. Il est entouré par des murailles avec deux tours aux coins sud-est et sud-ouest.
Il a été déclaré bien d'intérêt culturel en 1993.

## Traduction
- (en) Cet article est partiellement ou en totalité issu de l’article de Wikipédia en anglais intitulé « Castillo de Iznájar » (voir la liste des auteurs).